# II. Károly spanyol király
II. Károly (spanyolul: Carlos II; Madrid, Spanyolország, 1661. november 6. – Madrid, Spanyolország, 1700. november 1.), három éves korában, 1665. szeptember 17-én lett Spanyolország királya 1700. november 1-én bekövetkezett haláláig. A Spanyol Birodalom utolsó Habsburg-házból való uralkodója volt. Ma leginkább testi és szellemi fogyatékosságairól és a halála után kirobbant örökösödési háborúról ismert. Előnytelen külseje miatt a Babonás Károly néven (vagy „a megbabonázott” jelzővel, spanyolul: el Hechizado) ismeretes.
Károly volt IV. Fülöp spanyol király és második felesége, Ausztriai Mária Anna – aki egyben unokahúga is volt –, egyetlen felnőttkort megért fia. A király 1665-ös halálával a kiskorú Károly lett az ország új monarchája, ám a valódi hatalmat anyja gyakorolta, mint a birodalom régense. Mivel felmenői évszázadok óta közeli rokoni házasságokból származtak, így Károlyt számos örökletes testi és szellemi betegség jellemezte, amik alkalmatlanná tették az uralkodásra.
Élete során kétszer házasodott, ám mivel nemzőképtelen volt, így sem első feleségétől, Marie Louise d’Orléanstól, sem második, Neuburgi Mária Annával való házasságából nem származtak utódai. Kijelölt örököse kezdetben József Ferdinánd bajor herceg volt, ám az ifjú váratlan halála után másik unokaöccsét, XIV. Lajos francia király második unokáját, Fülöp, Anjou hercegét nevezte meg utódjának. Mivel osztrák rokona, I. Lipót német-római császár második fiát, Károlyt szánta a spanyol trónra, így II. Károly 1700. november 1-én bekövetkezett halálával kirobbant a spanyol örökösödési háború.

## Élete
II. Károly 1661. november 6-án született Madridban IV. Fülöp spanyol király és második felesége, az osztrák ágból való Habsburg Mária Anna ötödik gyermekeként. 1665-re apjának négy törvényes fiúgyermeke halt meg, melynek következtében mint a Habsburg-ház spanyol ágának egyetlen törvényes férfi tagja, apja halála után, 1665. szeptember 17-én ő foglalta el a trónt.
A Habsburgok között gyakori belterjes (első-, másod- és harmad-unokatestvérek közötti) házasságok miatt fizikailag és mentálisan rokkant, örökletes betegségekben szenvedő, nem uralkodásra termett férfi volt, helyette 1665-től 1696-ig anyja, az osztrák ágból való Habsburg Mária Anna, (közben 1677–79 között a „puccsal” hatalomra került féltestvére, Don Juan José de Austria herceg) kormányzott, majd az özvegy anyakirályné–régens halála után, 1696-ban Károly kegyencei vették át a kormányt, legfőképp Luis Fernández de Portocarrero bíboros, Toledó érseke. Uralkodása alatt Spanyolország gazdasági és hatalmi helyzete rohamosan hanyatlott. Az 1678-as nijmegeni béke értelmében Spanyolország lemondott Spanyol-Németalföld egy részéről és a burgundi grófságról.
1679. november 19-én feleségül vette I. Fülöp orléans-i herceg leányát, Mária Lujza orléans-i hercegnőt (1662–1689), majd az ő halála után, 1690. május 14-én Valladolidban Fülöp Vilmos pfalzi választófejedelem leányával, Mária Anna pfalz-neuburgi hercegnővel (1667–1740) kötött házasságot, azonban mindkét házassága gyermektelen maradt.
A spanyol trónra a Habsburg-ház osztrák ága és a Bourbon-ház is pályázott. II. Károly 1698-ban a Wittelsbach-házból való József Ferdinánd bajor herceget (1692–1699), II. Miksa választófejedelem fiát, IV. Fülöp dédunokáját – Nagy-Britannia és a Holland Tartományok támogatásával – Asztúria hercegévé emelte, és kinevezte saját utódává. Ő azonban 1699-ben váratlanul meghalt.
II. Károly ezután féltestvérének, Mária Terézia infánsnőnek és XIV. Lajos francia királynak az unokáját, Anjou Fülöpöt nevezte ki örökösének, majd nem sokkal később, 1700. november 1-jén meghalt. Halálát követően kirobbant a spanyol örökösödési háború, amelynek eredményeképpen a spanyol trón a Bourbon-házra szállt.

## További információ
- El Hechizado (II. Károly genetikai öröksége), archive.org / criticalbiomass.freeblog.hu

| Előd: IV. Fülöp | Spanyolország és Szicília királya 1665 – 1700 | Utód: V. Fülöp |
| Előd: IV. Fülöp | Nápoly királya 1665 – 1700                    | Utód: V. Fülöp |